# Villaherreros (kommunhuvudort)
Villaherreros är en kommunhuvudort i Spanien.   Den ligger i provinsen Provincia de Palencia och regionen Kastilien och Leon, i den norra delen av landet, 230 km norr om huvudstaden Madrid. Villaherreros ligger 825 meter över havet och antalet invånare är 254.
Terrängen runt Villaherreros är platt. Runt Villaherreros är det glesbefolkat, med 10 invånare per kvadratkilometer. Närmaste större samhälle är Carrión de los Condes, 12,5 km väster om Villaherreros. Trakten runt Villaherreros består till största delen av jordbruksmark.